# Republicanos moderados (França)
Os republicanos moderados, também chamados de "republicanos oportunistas", foram, na França, durante a primeira metade da Terceira República Francesa, um grupo parlamentar republicano francês inicialmente considerado de esquerda e que está na origem de certas ideias da esquerda francesa, mas também da direita republicana e liberal de hoje. O termo foi usado principalmente durante a Terceira e a Quarta República Francesa (de Jules Ferry a Paul Reynaud).

## Definições
O termo "republicano moderado" surgiu em contraste com a outra tendência republicana francesa, os "republicanos radicais", que eram mais categóricos em sua luta anticlerical. Os moderados representavam, em vez disso, a classe média liberal, e os radicais, a pequena burguesia, em rivalidade, à sua esquerda, com o movimento trabalhista e socialista. Na criação da Terceira República, o Parlamento Francês estava dividido entre republicanos radicais (sentados na extrema-esquerda), republicanos moderados (sentados à esquerda), monarquistas aliados à República (liberais, centro-esquerda), orleanistas, legitimistas e bonapartistas (os três últimos grupos representando a direita).
Nas décadas de 1880 e 1910, com o crescimento do número de deputados radicais, depois radicais-socialistas e, por fim, socialistas (a partir de 1885), os moderados foram empurrados para a direita da Assembleia Nacional Francesa. Isso foi especialmente verdadeiro porque, ao mesmo tempo, as bancadas da direita foram desocupadas pelo quase desaparecimento de deputados monarquistas e bonapartistas. No entanto, os republicanos moderados continuaram a se reunir em grupos parlamentares que refletiam suas origens: republicanos de esquerda, esquerda republicana, esquerda democrática, etc.
Os republicanos moderados, enquanto grupo parlamentar, fundiram-se e deram origem a diversos outros grupos, desaparecendo paulatinamente a partir dos anos 1900.